# 愛の不時着
『愛の不時着』（あいのふじちゃく、朝: 사랑의 불시착、英: Crash Landing on You）は、大韓民国（韓国）のtvNで、2019年12月14日から2020年2月16日まで放送されたテレビドラマ。Netflixにおいて世界190ヶ国で配信され、日本でも2020年2月23日から配信されている。世界的なヒットをしたドラマとして知られる。
ある日、パラグライダーに乗っていた韓国の財閥令嬢が、突如竜巻に巻き込まれ、非武装地帯を越境してしまい、北朝鮮に不時着したところを、北朝鮮の軍人に救助され、真実の愛に不時着するラブストーリー。

## ストーリー
韓国の財閥令嬢で実業家でもあるユン・セリ（演：ソン・イェジン）は、パラグライダーで飛行中に突然の竜巻に巻き込まれ、軍事境界線を越えた北朝鮮（韓国での呼称：北韓、プッカン）の非武装地帯に辿り着く。木に衝突し動けなくなっている所を朝鮮人民軍軍人のリ・ジョンヒョク（演：ヒョンビン）に発見されるが、自分が北朝鮮に来てしまった事に気づいたセリは逃走。しかし、よりによって韓国（北朝鮮での呼称：南朝鮮、ナムチョソン）とは逆方向に進んでしまい、北朝鮮軍の社宅村に迷い込む。そこで保衛司令部少佐チョ・チョルガン（演：オ・マンソク）に見つかりそうになった所を間一髪でジョンヒョクが助け、セリを自宅に匿う。
ジョンヒョクの家にセリがいることが周囲にバレると、ジョンヒョクはセリを南朝鮮で特殊活動（スパイ）をしていた自分の婚約者だと偽る。そして、一刻も早くセリを韓国に帰そうと計画を企てるが次々と失敗。時間が経つにつれ、2人は敵対国家の国民同士にもかかわらず互いに恋愛感情を抱くようになる。しかし、ジョンヒョクにはデパート社長令嬢のソ・ダン（演：ソ・ジヘ）という本物の婚約者がいた。
また、セリの北朝鮮不時着と時同じくして、韓国の若き実業家ク・スンジュン（演：キム・ジョンヒョン）も北朝鮮にやって来ていた。セリのかつてのお見合い相手だったスンジョンは、セリと北朝鮮で思わぬ再会を果たす。スンジュンは韓国でセリの次兄セヒョン（演：パク・ヒョンス）への詐欺の罪で追われ、時効成立までイギリス人外交官アルベルト・クと身分を偽り、ブローカーを通じて北朝鮮に潜伏。スンジュンがセヒョンに追われる身である事により、セリが北朝鮮で生きている事がセヒョンに知らされるが、父から後継者に見込まる優秀な妹を出し抜こうとしている兄はセリの帰韓を望んでいなかった。韓国ではセリの失踪が世間を騒がせていたが、1ヶ月の捜索の末、遂に死亡届が出される事となってしまう。

## 登場人物

### メイン
リ・ジョンヒョク（리정혁）（朝鮮人民軍将校）
演 - ヒョンビン（현빈）、日本語吹替 - 日野聡
32歳。北朝鮮の軍人。朝鮮人民軍総政治局局長の息子として裕福な家庭に育つが、普段はその身分を隠し朝鮮人民軍陸軍民警大隊第5中隊の中隊長、大尉として軍務に当たっている。真面目で正義感が強く上司からは疎ましく思われている。非武装地帯の任務中に偶然不時着した韓国人令嬢のセリを救助してしまい、セリが韓国に戻るための手助けをする羽目になる。周囲にセリを自分の婚約者だと嘘をつき匿っていたが、次第に彼女の事を本当に愛するようになり命懸けで守っていく。ピアノの才能があり、もともとはピアニストを目指しスイスに留学していたが、軍人だった最愛の兄を事故で亡くしピアノの道を諦め軍人になった経緯を持つ。不審な死を遂げた兄は誰かに暗殺されたのでは無いかと疑問を抱き、軍務に当たりながら独自に捜査をしている。なお、スイスで知らず知らずのうちにセリと偶然会っている。
ユン・セリ（윤세리）（韓国財閥令嬢）
演 - ソン・イェジン（손예진）、日本語吹替 - 沢城みゆき
32歳。韓国の財閥令嬢であり、自身が立ち上げたアパレルブランドや化粧品を展開する企業「セリズ・チョイス」の社長。明るく天真爛漫で聡明な性格。ある日、自社製品のスポーツウェアを着用したパラグライダーでの飛行テスト中に竜巻に巻き込まれ北朝鮮に不時着してしまい、そこで北朝鮮の軍人ジョンヒョクと出会う。最初は非武装地帯で自分を取り逃した事がバレたらジョンヒョクやその部下も罰を受ける事につけ込み、彼らの力を借り何が何でも韓国に帰ろうとしていたが、ジョンヒョクの優しい人柄と危険に冒されながらも自分を守ろうとする姿に惹かれ次第に彼を愛するようになる。父親と愛人の間に生まれ、生後すぐにユン家に引き取られるが幼い頃から家族から愛されず孤独を抱えて育った。家庭環境に心を病み、命を絶とうと安楽死を求めスイスを旅していた事がある。その時に一瞬だが留学に来ていたジョンヒョクと会っていた。
ク・スンジュン（구승준）（実業家）
演 - キム・ジョンヒョン（김정현）、日本語吹替 - 前野智昭
31歳。韓国の若き実業家。韓国で詐欺を働き追われる身分となったため、イギリス人外交官（アルベルト・ク）と身分を偽り、ブローカーを通じて北朝鮮に入国。実父は韓国で事業を営んでいたが、セリの父親が経営するクィーンズグループに強引に買収され家族で英国に移住。父親は失意の内に死亡し、母親は英国人と再婚、スンジュンは義父により寄宿学校に預けられる。ユン家への復讐のため、まずセリに近づきお見合いをするがこっぴどく振られ、ターゲットを欲深い次兄セヒョンに変更。セヒョンを騙し大金をせしめる。北朝鮮の空港で偶然会ったダンに一目惚れし、強く惹かれる。
ソ・ダン（서단）（音楽家）
演 - ソ・ジヘ（서지혜）、日本語吹替 - 潘めぐみ
31歳。朝鮮人民軍のエリート軍人である父（故人）とデパート社長の母の間に生まれた若き音楽家で、ジョンヒョクの婚約者。チェリストとしてロシアに7年間留学していたが、ジョンヒョクとの結婚を進めるため帰国。学生時代からジョンヒョクに好意を持っていた。北朝鮮の空港・平壌市内・舎宅村など様々なところでク・スンジュンと遭遇し、ピンチを救ったり救われたりしている内に自然とスンジュンに惹かれていくが、プライドの高さが邪魔をして素直になれないでいる。

### リ・ジョンヒョクの周辺の人々

#### 家族
リ・チュンリョル
演 - チョン・グックァン日本語吹替-坂東尚樹
ジョンヒョクの父。68歳。朝鮮人民軍総政治局長。
キム・ユンヒ
演 - チョン・エリ、日本語吹替-桜岡あつこ
ジョンヒョクの母。65歳。元女優。
リ・ムヒョク
演 - ハ・ソクジン、日本語吹替-横田大輔
ジョンヒョクの兄。父の意向に従って軍人になった。大尉。7年前に34歳で事故死。ピアニストの道を歩む弟ジョンヒョクを誰よりも応援していた。

#### 第5中隊
中隊長を務めるジョンヒョクの部下のうち特に親しい4人。
ピョ・チス（曹長、特務上士）
演 - ヤン・ギョンウォン、日本語吹替 - 斉藤隼一
31歳。何かとセリに歯向かい、言い争いになる。終始セリのことを「エミナイ（朝鮮方言で小娘・このアマというような意味らしい）」と呼ぶ。実は射撃の名手で戦闘能力もそれなりに高い。
パク・グァンボム（軍曹）
演 - イ・シニョン、日本語吹替 - 岩川拓吾
セリが認めるイケメン。4人の中では一番寡黙。28歳。ジョンヒョクを探すために越南しソウル市内で単独行動した際、数々の芸能プロダクションからスカウトを受けた。
キム・ジュモク（中級兵士）
演 - ユ・スビン、日本語吹替 - 木田祐
韓流ドラマのファンで中でもチェ・ジウの大ファン。ドラマを通して韓国事情に詳しい。23歳。
クム・ウンドン（初級兵士）
演 - タン・ジュンサン、日本語吹替 - 古沢勇人
兵役1年目の新人、セリを姉のように慕う。17歳。故郷に母と弟妹を残してきている。

### ユン・セリの周辺の人々

#### 家族
ユン・ジュンピョン
演 - ナム・ギョンウプ、日本語吹替-小原雅人
セリの父。67歳。国内最大企業クイーンズ・グループの会長。3人いる子どもの中でも末娘のセリに経営能力を見込んでおりセリを後継者に指名する。
ハン・ジョンヨン
演 - パン・ウンジン、日本語吹替 - 日野由利加
セリの母。62歳。実の娘ではないセリとの愛憎関係に悩み、夜明けの海岸にセリを置き去りにしたことがあるが、後に和解する。
ユン・セジュン
演 - チェ・デフン、日本語吹替 - 広瀬竜一
セリの兄。39歳。ユン家の長男。妻のヘジとは恋愛結婚。それなりに出世欲や野心はあるのだが考えは浅い。
ド・ヘジ
演 - ファン・ウスレ、日本語吹替 - 小若和郁那
セジュンの妻。36歳。元女優。
ユン・セヒョン
演 - パク・ヒョンス、日本語吹替 - 中谷一博
セリの兄。38歳。ユン家の次男。頭はいいが欲深い。セリ失踪後は父の後継者となり、妻サンアはセリズチョイスの代表に就任する事になっていた（就任を決議する株主総会の場に突如現れたセリにより、それは阻止される）。セリ帰国後は、妻と共にセリ失脚の陰謀を巡らせる。また自身を騙したク・スンジュンを捕らえるため、オ課長を通じて北朝鮮内のヤクザを動かす。
コ・サンア
演 - ユン・ジミン、日本語吹替 - 有賀由樹子
セヒョンの妻。38歳。政治家の家の娘。セヒョンとはお見合い結婚。セリ帰国後は夫セヒョンをグループの後継者にするべく陰謀を計り、オ課長を通じてチョ・チョルガンと接触。セリを北朝鮮に連れ帰るよう依頼する。

#### 周辺人物
ホン・チャンシク
演 - ゴ・ギュピル、日本語吹替 - 左座翔丸
セリズ・チョイスの広報チーム長。 セリの声を聴くとストレスで蕁麻疹が出るが、行方不明になったセリを懸命に探し出すセリ思いな人物。
パク・スチャン
演 - イム・チョルス日本語吹替-塩尻浩規
チャンシクの友人で、保険会社に勤める。セリが加入した高額な生命保険の担当者。セリが無事に生還することを誰よりも望み、北朝鮮国境や島嶼部なども探すよう要請していた。セリの帰還にもかかわらず勤めていた保険会社を退職させられるが、後日セリズチョイスに入社する。

### ク・スンジュンの周辺の人々
チョン社長
演 - ホン・ウジン、日本語吹替 - 星祐樹
北朝鮮内の違法事業「キーピング事業」の実務担当者。ク・スンジュンの世話をする。56歳。
オ課長
演 - ユン・サンフン
ク・スンジュン始め、韓国内で不法行為を犯すなどして国外逃亡を図りたい人物に北朝鮮の「キーピング事業」を紹介斡旋する韓国のブローカー。

### ソ・ダンの周辺の人々

#### 家族
コ・ミョンウン
演 - チャン・ヘジン、日本語吹替 - 木村涼香
ダンの母。平壌最大のデパート社長。58歳。
コ・ミョンソク
演 - パク・ミョンフン、日本語吹替 - 間宮康弘
ダンの叔父。ミョンウンの弟。保衛局司憲局長。少将。55歳。

### 舎宅村の人々
ナ・ウォルスク
演 - キム・ソニョン、日本語吹替 - 有賀由樹子
朝鮮人民軍陸軍少尉の妻であり人民班長。40歳。
マ・ヨンエ
演 - キム・ジョンナン、日本語吹替 - 桜岡あつこ
朝鮮人民軍陸軍大佐の妻で、舎宅団地の実力者。45歳。
ヒョン・ミョンスン
演 - チャン・ソヨン、
マンボクの妻。38歳。
ヤム・オックム
演 - チャ・チョンファ、日本語吹替-日野由利香
朝鮮人民軍陸軍少佐の妻で元アナウンサー。今は美容師をしている。39歳。

### 保衛部
チョ・チョルガン
演 - オ・マンソク、日本語吹替 - 諏訪部順一
人民武力部保衛局所属の少佐、37歳。本人曰く、元々はコッチェビだったらしい。ムヒョクとは旧知の仲だったが、違法薬物の密造・密売、埋蔵文化財の盗掘・密売、キーピング事業と称した犯罪者隠避など数々の犯罪に手を染め、それらで得た金で上官に賄賂を贈っていた。自身の不正行為の証拠を握ったムヒョクをマンボクに盗聴させ行動を把握、保衛局が内密に設けているトラック部隊を用いて交通事故に見せかけ殺害する。また、自身の意を含んだ盗掘人も同様にトラック部隊を使って殺害し、それを目撃した市井の女性をも殺害。女性の事故を不審に思い独自に調査を開始したジョンヒョクを執拗につけ狙う。
チョン・マンボク
演 - キム・ヨンミン、日本語吹替-多田啓太
通称「耳野郎」と呼ばれる盗監聴室所属の軍人。チョルガンの部下。40歳。かつてムヒョクと友達だったが、実家の母親を収容所送りにするなどとチョ・チョルガンに脅されムヒョクを盗聴、郊外の道路に差し掛かったところをチョ・チョルガンに報告する。その事を悔い、罪の意識に苛まれていた。
キム・ヨンヘ
演 - キム・ヨンピル
朝鮮人民軍陸軍大佐。ヨンエの夫。
軍事部長
演 - チャン・ナムブ

### その他
チョン・ウピル
演 - オ・ハンギョル
マンボクとミョンスンの息子。成績優秀だが、友人に父親の職業をからかわれることが多い。
ナムシク
演 - ク・ジュンウ
ヨンヘ（大佐）とヨンエの息子。
クムスン
演 - イム・ソンミ
市場で韓国製の女性向け化粧品や下着などをこっそり販売する商人。
市場の質屋店主
演 - ファン・インジュン
キム課長
演 - ユ・ジョンホ、日本語吹替 - 藤翔平
韓国の国家情報院課長。
警備艇長
演 - クァク・チャヒョン
セリが乗った船渡しの釣り船を検問した警備艇長。

### ゲスト
チャ・サンウ
演 - チョン・ギョンホ、日本語吹替 - 横田大輔
セリの元恋人、アイドル。1,5,7話に登場。
タクシー運転手
演 - パク・ソンウン
ダンが社宅村まで行くのに乗ったタクシーの運転手。4話に登場。
社宅村の奥様
演 - キム・アラ
列車販売スタッフ
演 - ユン・ソルミ
洋品店社長
演 - ナ・ヨンヒ、日本語吹替 -
ガレージを閉じて、こっそりウエディングドレスを売っている。7話に登場。
ドング
演 - キム・スヒョン、日本語吹替 - 小林親弘
北朝鮮工作員。10話に登場。韓国映画『シークレット・ミッション』の主人公。
占い師
演 - キム・スク、日本語吹替 -
ソ・ダンの母がジョンヒョクとソ・ダンのことを相談に行った女性占い師。占いはかなり当たる模様。占い行為が咎められ（北朝鮮国内では占いは法律で禁止されている）、数年「涼しい場所」に行っていた。
チェ・ジウ
演 - 本人、日本語吹替 - 田中美里
本人役として13話に登場。劇中には、韓国のテレビドラマ『天国の階段』（2003-2004年）も登場している。

## スタッフ
- 脚本：パク・ジウン
- 演出・監督：イ・ジョンヒョ

## エピソードリスト
注記：内容の「／」以降は、各話クレジット後に流れるミニエピソードについて記載。
■第1話（1時間10分）
12月、執行猶予で釈放されたセリの父は、家族の食卓でクイーンズ・グループの後継者をセリにすると発表した。翌日、セリは新商品テストのためパラグライダーで飛行中に竜巻に巻きこまれ、北朝鮮の非武装地帯に不時着してジョンヒョクと出会う。セヒョン（セリの次兄）に詐欺を働いて逃走中のスンジュンは、オ課長から北朝鮮への逃亡を提案された。セリは非武装地帯を通り抜けて北朝鮮の村に迷いこみ、チョルガンに見つかりそうな所をジョンヒョクに助けられる。／ジョンヒョクはチーム長と無線で連絡を取ろうとするセリを見つけ、様子をうかがう。
■第2話（1時間16分）
セリはジョンヒョクたちに「保衛部に連れていけばあなたたちも処罰される」と指摘し、帰国に協力するよう頼む。ジュモクの提案で、セリは3日後、彼の叔父による船渡しで帰国することが決まる。スンジュンはオ課長を通じてチョン社長を紹介され、北朝鮮での安全な暮らしが保証される契約書にサインした。村が停電して狼狽するセリは、家に戻ったジョンヒョクの前で涙を流す。ジョンヒョクはセリを励まし、市場で買った韓国の日用品を手渡す。宿泊検閲でチョルガンに捕まったセリを助けるため、ジョンヒョクは平壌から車を飛ばして戻り、セリが自分の婚約者だと嘘をつく。／7年前、セリはスイスの協会を訪れて安楽死を希望するが、断られて観光を案内される。
■第3話（1時間10分）
セリが11課所属であることを怪しむチョルガンは、マンボクにジョンヒョクの家の盗聴を命じた。ロシア留学から帰国したダンは、空港に迎えに来た叔父のミョンソクに、ジョンヒョクが借りた車を自分が取りに行くと告げる。船渡しの日が訪れ、セリは第5中隊員たちを表彰し、別れを告げる。ジョンヒョクは船上まで付き添いセリを見送ろうとするが、海上統制の命令が出て警備艇長に見つかりそうになる。／マンボクは盗聴中、セリから貰ったトマトの苗に言葉を投げかけるジョンヒョクに首を傾げる。
■第4話（1時間18分）
ジョンヒョクは韓国ドラマを真似てセリにキスをし、船渡しではなく恋人同士の夜釣りであると警備艇長を欺く。セリは自力で脱出するためチャナム山 でパラグライダーを準備するが、無線通信に気づいた保衛部の偵察隊が動き出す。セリを追いかけてきたジョンヒョクは、セリと共にパラグライダーで飛び立ち偵察隊から逃れた。ヨンエの祝賀会に参加したセリは、心配して迎えにきたジョンヒョクと家に戻り、第5中隊員も加わって貝プルコギ（貝焼き）を味わう。ダンはタクシーが故障して立ち往生している所を、車で通りかかったスンジュンに助けられた。市場ではぐれたセリを探すため、ジョンヒョクはアロマキャンドルを目印に掲げながら歩く。／ジョンヒョクは壊れたカメラを取り出し、ジーグリスヴィル の橋の上で横顔を写した女性について思い浮かべる。
■第5話（1時間20分）
市場から戻ったジョンヒョクたちは、叔父の車を取りに来たダンを見つけた。ダンを平壌へ送り届けた後、ジョンヒョクは実家に寄ってセリの帰国の段取りをつける。オ課長はセヒョンに買収されてスンジュンを裏切り、チョン社長はスンジュンを連れて平壌行きの列車に乗る。パスポート写真を撮るためにセリたちも同じ列車で平壌に向かうが、停電となり、野宿で焚き火をして夜を明かす。／これまで「誰かを待つことなどない」と周囲に断言していたセリは、平壌から朝帰りしたジョンヒョクを酒を飲んで待ちわびる。
■第6話（1時間18分）
チョン社長率いるセヒョンの追手から逃走するスンジュンは、平壌のホテルの屋上でダンと再会して握手を交わした。偶然セリを見つけたスンジュンは、セヒョンと交渉して自分を見逃してもらう代わりにセリの帰国を阻むと約束する。ジョンヒョクとダンは両家の会食で結婚の日取りを決めた。その夜、セリはジョンヒョクと大同江 のレストランで初雪を見る。帰国前、セリとジョンヒョクたちはピクニックを楽しむ。スンジュンはセリをキープ対象に加えるようチョルガンに依頼した。セリとグァンボムは車で順安国際空港 に向かうが、チョルガンが手配したトラック隊に狙撃される。ジョンヒョクはバイクに乗ってセリたちを二重警護し、セリをかばい銃弾を受けて倒れる。／ピクニックの前、ジョンヒョクは二重警護のためバイクや武器の準備をする。
■第7話（1時間22分）
ジョンヒョクを助けるため、セリは空港に向かわず沙里院 の市立病院へ車を向けた。手術が成功して目を覚ましたジョンヒョクは空港に向かわなかったセリを責めるが、セリが病室を去った後、医師たちからセリの輸血で助かったと知らされる。ジョンヒョクはセリに謝り、キスをする。チョルガンはジョンヒョクを捜索し、病室に乗りこむがジョンヒョクの父（総政治局長）に追い払われる。ダンは村に所帯家を探しに行った後、ジョンヒョクの家に向かい、そこでセリを心配して訪れたスンジュンと再会した。セリはスンジュンに連絡を取り、チョルガンから逃れるため、迎えにきたスンジュンの車に乗る。ダンはセリが韓国人であることを知りジョンヒョクを問い詰めるが、ジョンヒョクは制止するダンに構わずセリを探しに行く。一方、韓国ではセリの失踪から一ヶ月経ち、父は死亡届を出してスヒョンがクイーンズ・グループの経営権を受任した。／セリはサンウ（韓国の俳優）とのデート中、数年前スイスで聴いたある曲について知らないかと尋ねる。
■第8話（1時間26分）
スンジュンとダンは共謀して、セリとジョンヒョクを引き離そうとする。スンジュンは偽装結婚して帰国しようとセリに提案した。クリスマスイブに、ジョンヒョクはスンジュンの招待所を突き止めてセリを迎えに行くが、セリはジョンヒョクを守るため本心を隠して追い払う。吹雪の中を怪我をして歩くジョンヒョクを心配し、セリは家まで送ろうと車で追いかける。途中ガス欠となり、二人は廃校で一夜を過ごす。チョルガンはセリが怪しいと軍事部長に情報提供し、ジョンヒョクと総政治局長（ジョンヒョクの父）を陥れようとする。翌朝二人は村に戻る。セリは市場でジョンヒョクのクリスマスプレゼントを買うが、何者かにさらわれて電話越しにジョンヒョクへ別れを告げた。／1年前のクリスマスイブの夜、セリは部下からの不満も聞き入れず仕事に没頭していた。ジョンヒョクと出会い、セリは初めてクリスマスを祝う楽しさを知る。
■第9話（1時間28分）
セリを捜索するチョルガンを殴り、ジョンヒョクは拘留所に入れられた。ダンを呼び出して話を聞き、自分の父がセリを誘拐したと確信したジョンヒョクは、部下たちに自分の出自に関する噂を流させる。大佐の計らいで釈放されたジョンヒョクは、実家に向かいセリの行方について父を詰問する。ジョンヒョクを心配する母がセリを連れて現れる。その夜、スイスで聴いた曲はジョンヒョクが兄（ムヒョク）のために作曲したもので、イゼルトヴァルト の湖で演奏していたのは彼だったと知り、二人は驚く。チョルガンに追われてホテルで暮らすスンジュンは、バーでダンの初恋について聞かされて、酔っぱらった彼女を自宅まで送り届けた。ジョンヒョクは第5中隊を前哨地に勤務交代させるよう大佐に頼み、セリを帰国させる。／セリはジョンヒョクの家の本棚に、秘密のメッセージを残す。
■第10話（1時間24分）
韓国に戻ったセリは仕事に復帰するが、ジョンヒョクのことが頭から離れない。マンボクはジョンヒョクにすべてを打ち明け、チョルガンは裁判で無期の労働教化刑に処せられた。スンジュンはホテルで不審者として捕まりそうな所をダンに助けられ、ジョンヒョクから頼まれてセリの帰国を助けたと打ち明ける。護送途中、仲間に助けられたチョルガンは「セリを殺しに南朝鮮に行く」とジョンヒョクを脅迫した。睡眠薬を切らして眠れないセリは、ソウル の夜の街でジョンヒョクと再会する。／総政治局長はジョンヒョクを連れ戻すため、第5中隊員とマンボクを、世界軍人体育大会 の選手団に紛れ込ませて、極秘に韓国へと派遣した。
■第11話（1時間27分）
セリはジョンヒョクをボディーガードとして連れ歩き、チョルガンは警備員としてセリの会社に侵入した。ジョンヒョクはオ課長を通じてチョルガンに接触を試みるが、オ課長の裏切りにより中国ギャングと戦い負傷する。第5中隊員たちはサウナを拠点に、慣れない韓国で右往左往しながらジョンヒョクとセリを探す。チョルガンの逮捕によりチョン社長が捕まり、スンジュンはダンの所帯家に匿われ、お礼にラーメンを振る舞った。チョルガンは会社の地下駐車場でセリを付け狙い、ジョンヒョクが救出に向かう。／７年前、ダンはスイスの店で「激甘」のお菓子を選ぶセリを見かける。
■第12話（1時間36分）
セリズ・チョイスはインテリア部門を新設し、オープニングに訪れた第5中隊員たちはセリ、ジョンヒョクと再会する。チョルガンは軍事部長と共謀し、セリを北朝鮮に連れ戻してリ家を破滅させようと躍起になる。停電で寝込むスンジュンのためにダンはおかゆを作り、スンジュンは自分の過去について話し出す。大佐が逮捕されたヨンエを心配して、村人たちは差し入れを持っていく。2月2日の誕生日、仕事から帰宅したセリは、暗い部屋でジョンヒョクたちが帰国したと思い泣き崩れる。突然明かりが点き、セリの誕生日を祝うためにジョンヒョクたちが現れた。／ゲームで負けたジョンヒョクは机上のレコーダーに目を留めて、ジーグリスヴィルの橋の上でセリが残した言葉に聴き入る。
■第13話（1時間24分）
ジョンヒョクはセリにペアリングを渡し、二人は仕事をさぼってデートする。第5中隊員たちはセリから渡されたクレジットカードで買物を楽しむ。チョルガンはマンボクと接触し、息子を人質にして自分に協力するよう命じた。スンジュンは大佐を助けるとヨンエに約束する。ダンはスンジュンから、ジョンヒョクが韓国に行ったと聞いて泣き出す。帰国予定日、ジョンヒョクは第5中隊員たちと別れてチョルガンのもとに向かい、実家に呼び出されたセリは、チョルガンと次兄夫妻の差し金で妨害される。実はマンボクは事前に脅迫の内容をジョンヒョクに打ち明けており、第5中隊員たちは帰国せずセリを助けた後、ジョンヒョクと合流した。セリはジョンヒョクをかばい、チョルガンの銃弾を受けて倒れる。／帰国を命じるジョンヒョクに、第5中隊員たちは「自分たちもセリと中隊長を助けたい」と思いを伝える。
■第14話（1時間31分）
手術を受け意識を取り戻したセリは、次兄夫妻から解雇されたジョンヒョクを呼び戻した。ダンを心配するスンジュンは彼女を慰め、ダンはスンジュンにキスをする。マンボクが仕掛けた盗聴器により、セリは母の真意とセヒョンの企みを知り、家族の前で次兄夫妻の罪を暴く。軍事部長は総政治局長に脅しをかけるが、局長は「ジョンヒョクを南に派遣したのは自分だ」と言い逃れた。逆上したサンアは、ジョンヒョクたちが北朝鮮の軍人であると国家情報院に密告し、スンジュンを韓国に連れ戻そうとする。ジョンヒョクはチョルガンを追い詰める。／ジョンヒョクはセリのためにピアノ曲をレコーダーに録音して、セリが家で食事できるように食材を整える。
■第15話（1時間25分）
スンジュンはセリの次兄夫妻が放った中国の暴力組織とチョン社長に追われる。国家情報院に捕まったジョンヒョクは、家族やセリに迷惑がかからないよう嘘の供述をする。村では保衛部を騙る男たちがミョンスンとウピルを連れ去ろうとするが、ヨンエや村人に助けられた。第5中隊員たちは証言を拒否し、ジョンヒョクとセリは対面調査を行う。ジョンヒョクの言葉にショックを受けたセリは、調査後に敗血症で倒れて危篤となる。スンジュンはチョン社長の機転により暴力組織から逃れ、ジョンヒョクの家でダンと再会して指輪を渡した。空港に着いたスンジュンは、暴力組織から「ダンを捕らえた」と脅されて搭乗券を破り捨て、助けに行くが銃撃戦の末救急車で運ばれる。国家情報院の捜査会議で、ジョンヒョクの行動分析の結果が報告される。
■第16話（1時間51分）
スンジュンは救急車の中でダンに看取られて亡くなる。総政治局長は韓国との送還者相互交換を進め、軍事部長とチョルガンとのメールのやり取りを暴く。意識を取り戻したセリは、母からジョンヒョクが送還されると教えられ、開城工業地区 にある軍事境界線に向かう。ジョンヒョクは一度は境界線を越えたものの、セリの呼びかけに応え、再び境界線を越えてセリと抱き合う。北朝鮮に送還されたジョンヒョクたちは、護送中に軍事部長に射殺されそうになるが、局長に助けられた。ミョンウン（ダンの母）は「ダンに好きな男性ができた」と伝え、ユンヒ（ジョンヒョクの母）に結婚の破談を申し出た。ダンはチョン社長と接触して暴力組織を壊滅させると宣言する。次兄夫妻が関与した証拠をオ課長が国家情報院に提出し、夫妻はセリとユン会長の前で連行される。ダンはスイス旅行時のカメラを修理して、ジョンヒョクに返却する。そこにはジーグリスヴィルの橋の上で写した、セリの横顔が残っていた。セリはジョンヒョクが残したメールを心の支えに日々を過ごし、翌年の誕生日に送られた言葉を信じて毎年スイスに向かう。

## 放送日程
| 放送話 | 韓国放送日     | 韓国視聴率         | 韓国視聴率         | 放送話     | 韓国放送日    | 韓国視聴率         | 韓国視聴率         |
| 放送話 | 韓国放送日     | 全国               | 首都圏             | 放送話     | 韓国放送日    | 全国               | 首都圏             |
| ------ | -------------- | ------------------ | ------------------ | ---------- | ------------- | ------------------ | ------------------ |
| 第1話  | 2019年12月14日 | 6.074%             | 6.558%             | 第9話      | 2020年1月18日 | 11.516% (▲ 0.167%) | 12.355% (▲ 0.324%) |
| 第2話  | 2019年12月15日 | 6.845% (▲ 0.771%)  | 7.841% (▲ 1.283%)  | 第10話     | 2020年1月19日 | 14.633% (▲ 3.117%) | 15.903% (▲ 3.548%) |
| 第3話  | 2019年12月21日 | 7.414% (▲ 0.569%)  | 7.689% (▼ 0.172%)  | SP         | 2020年1月25日 | 4.180%             | 4.283%             |
| 第4話  | 2019年12月22日 | 8.499% (▲ 1.085%)  | 9.409% (▲ 1.72%)   | 第11話     | 2020年2月1日  | 14.238% (▼ 0.395%) | 14.648% (▼ 1.255%) |
| 第5話  | 2019年12月28日 | 8.730% (▲ 0.231%)  | 9.794% (▲ 0.385%)  | 第12話     | 2020年2月2日  | 15.933% (▲ 1.695%) | 16.413% (▲ 1.765%) |
| 第6話  | 2019年12月29日 | 9.223% (▲ 0.493%)  | 9.535% (▼ 0.259%)  | 第13話     | 2020年2月8日  | 14.097% (▼ 1.836%) | 14.620% (▼ 1.793%) |
| SP     | 2020年1月4日   | 3.810%             | 4.253%             | 第14話     | 2020年2月9日  | 17.705% (▲ 3.608%) | 18.612% (▲ 3.992%) |
| SP     | 2020年1月5日   | 2.975%             | 3.252%             | 第15話     | 2020年2月15日 | 17.066% (▼ 0.639%) | 17.406% (▼ 1.206%) |
| 第7話  | 2020年1月11日  | 9.394% (▲ 0.171%)  | 9.738% (▲ 0.203%)  | 第16話     | 2020年2月16日 | 21.683% (▲ 4.617%) | 23.249% (▲ 5.843%) |
| 第8話  | 2020年1月12日  | 11.349% (▲ 1.955%) | 12.031% (▲ 2.293%) | 視聴率平均 | 視聴率平均    | 12.1%              | 12.9%              |

## OST
| 愛の不時着 (사랑의 불시착) OST       | 愛の不時着 (사랑의 불시착) OST | 愛の不時着 (사랑의 불시착) OST |
| 曲名                                 | 歌手名                         | 音源配信日                     |
| ------------------------------------ | ------------------------------ | ------------------------------ |
| 우연인 듯 운명 (But it's Destiny)    | 10cm                           | Part 1 (2019年12月15日)        |
| Flower                               | ユン・ミレ                     | Part 2 (2019年12月22日)        |
| 노을 (Sunset)                        | DAVICHI                        | Part 3 (2019年12月29日)        |
| 다시 난, 여기 (Here I Am Again)      | ペク・イェリン                 | Part 4 (2020年1月12日)         |
| 어떤 날엔 (Someday)                  | キム・ジェファン               | Part 5 (2020年1月19日)         |
| 내 마음의 사진 (Photo of My Mind)    | ソン・ガイン                   | Part 6 (2020年1月25日)         |
| 그리움의 언덕 (The Hill of Yearing)  | April 2nd                      | Part 7 (2020年1月26日)         |
| 너와 나의 그 계절 (The Season of Us) | ナム・ハイサン                 | Part 7 (2020年1月26日)         |
| 나의 모든 날 (All of My Days)        | セジョン (gugudan)             | Part 8 (2020年2月1日)          |
| 좋다 (Like You)                      | ソ・スビン、ソヒ(NATURE)       | Part 9 (2020年2月2日)          |
| 둘만의 세상으로 가 (Let Us Go)       | Crush                          | Part 10 (2020年2月9日)         |
| 마음을 드려요 (Give You My Heart)    | IU                             | Part 11 (2020年2月15日)        |

## 製作
北朝鮮の再現性を高めるため多くの脱北者（キム・アラなど）が協力、ゲスト出演もしている。こういった出演者など、韓国へ逃れてきた多くの脱北者に取材を行い、北朝鮮の生活を描いた。
「パラグライダーで誤って軍事境界線を越えた」という設定は、「韓国女優のチョン・ヤン氏の遭難事件からインスピレーションを得た」と製作側が明かしている。この事件は、2008年9月にチョン・ヤンら数名が乗ったレジャーボートが気象悪化により漂流し、誤って北朝鮮海域に侵入したものである。
北朝鮮での撮影はもちろんできないため、ユン・セリが不時着した非武装地帯は韓国の済州島で、列車のシーンや平壌駅のシーンなどはモンゴルのウランバートルで実際に列車を走らせ撮影が行われた。

## 評価・反響

### 韓国での評価
韓国では放送開始時、北朝鮮を美化しているとの批判もあり、初回の平均視聴率が6.1%と振るわなかったが回を重ねるごとに視聴率を上げていき、最高視聴率は最終回（第16回）の21.683%。韓国のケーブルテレビドラマ史上、『夫婦の世界』（2020年）と『SKYキャッスル』(2018-2019年)に次いで、歴代3位に視聴率が高いドラマとなった。またtvN史上、歴代1位の視聴率が高いドラマとなる（2020年6月時点）。

### 海外の反響
2020年、新型コロナウイルス感染症の世界的流行の影響で、人々の外出が制限されNetflixなど動画配信サービスの需要が世界的に増えた。その中でも2020年2月から海外でも同時配信された本作は、アジア圏を中心にNetflixのランキング上位を独占。シンガポールで行われたアジア最高権威のコンテンツを表彰するAsian Academy Creative Awardsでベストドラマシリーズ賞に輝いた。
アジアに留まらず欧米でも人気作となりアメリカのPCマガジン集計で世界OTTで最も多く見られたコンテンツランキングで4位を獲得、バラエティ誌による「Netflixで最高の国際番組」に選出された。2020年5月時点でアメリカの評論サイトRotten Tomatoesでは新鮮度指数97％、IMDBでは9.1点という高得点も記録している。
日本でも、2020年にNetflixで最も多く視聴され「2020、日本で最も話題になった作品TOP10」の第1位になるなどブームとなり、ユーキャン新語・流行語大賞のトップテンに選出。日経トレンディによる「2020年ヒット商品ベスト30」の12位にも選ばれた。2021年1月8日には、世界で唯一日本で、未公開写真を含む450点以上の写真やドラマで使用した衣装、小道具などが展示される『愛の不時着展』が開催された。

### 北朝鮮側の反応
北朝鮮対外宣伝サイト「わが民族同士（朝鮮語版）」は2020年3月4日、韓国（南朝鮮）のテレビドラマや映画を批判する内容を掲載しており、時期的に本作や映画『白頭山大噴火』について言及しているものとみられる。
内容は、「最近、南朝鮮当局と映画製作会社が虚偽と捏造に満ちた荒唐無稽で不純極まりない反共和国映画やテレビドラマを流し、謀略宣伝に積極的に乗り出している」などと強く非難するものであった。

## 受賞・ノミネート
| 年度 | 賞                             | カテゴリー                       | 受賞者             | 結果       | 参考   |
| ---- | ------------------------------ | -------------------------------- | ------------------ | ---------- | ------ |
| 2020 | 第56回百想芸術大賞             | 最優秀ドラマ賞                   | 愛の不時着         | ノミネート |        |
| 2020 | 第56回百想芸術大賞             | 最優秀監督賞                     | イ・ジョンヒョ     | ノミネート |        |
| 2020 | 第56回百想芸術大賞             | 最優秀俳優賞                     | ヒョンビン         | ノミネート |        |
| 2020 | 第56回百想芸術大賞             | 最優秀女優賞                     | ソン・イェジン     | ノミネート |        |
| 2020 | 第56回百想芸術大賞             | 最優秀助演男優賞                 | ヤン・ギョンウォン | ノミネート |        |
| 2020 | 第56回百想芸術大賞             | 最優秀助演女優賞                 | キム・ソニョン     | 受賞       | [ 8 ]  |
| 2020 | 第56回百想芸術大賞             | 最優秀助演女優賞                 | ソ・ジヘ           | ノミネート |        |
| 2020 | 第56回百想芸術大賞             | 最優秀脚本賞                     | パク・ジウン       | ノミネート |        |
| 2020 | 第56回百想芸術大賞             | TikTok人気賞                     | ヒョンビン         | 受賞       |        |
| 2020 | 第56回百想芸術大賞             | TikTok人気賞                     | ソン・イェジン     | 受賞       |        |
| 2020 | 第56回百想芸術大賞             | BAZAARアイコン賞                 | ソ・ジヘ           | 受賞       |        |
| 2020 | 第15回ソウル国際ドラマアワード | ミニシリーズ部門最優秀ドラマ賞   | 愛の不時着         | ノミネート |        |
| 2020 | 第15回ソウル国際ドラマアワード | 傑作した韓国ドラマ               | 愛の不時着         | 受賞       |        |
| 2020 | 第15回ソウル国際ドラマアワード | 韓流ドラマ演技賞                 | ソン・イェジン     | 受賞       | [ 60 ] |
| 2020 | 大韓民国大衆文化芸能大賞       | 大統領賞                         | ヒョンビン         | 受賞       | [ 61 ] |
| 2020 | Asian Academy Creative Awards  | 韓国部門最優秀ドラマ賞           | 愛の不時着         | 受賞       | [ 52 ] |
| 2020 | Asian Academy Creative Awards  | ベストドラマシリーズ賞           | 愛の不時着         | 受賞       |        |
| 2020 | アジアコンテンツアワード       | 最優秀アジアドラマ賞             | 愛の不時着         | ノミネート |        |
| 2020 | アジアコンテンツアワード       | 最優秀クリエイティブ賞           | 愛の不時着         | ノミネート |        |
| 2020 | アジアコンテンツアワード       | 最優秀脚本賞                     | パク・ジウン       | ノミネート |        |
| 2020 | 韓国ケーブルテレビ放送協会     | グローバル賞                     | 愛の不時着         | 受賞       |        |
| 2020 | 東京ドラマアワード             | 海外作品特別賞                   | 愛の不時着         | 受賞       | [ 62 ] |
| 2020 | Mnet Asian Music Awards        | 最優秀OST賞                      | ペク・イェリン     | ノミネート |        |
| 2021 | 第7回APANスターアワード        | 大賞                             | ヒョンビン         | 受賞       | [ 63 ] |
| 2021 | 第7回APANスターアワード        | 今年のドラマ賞                   | 愛の不時着         | ノミネート |        |
| 2021 | 第7回APANスターアワード        | 女性最優秀演技賞ミニシリーズ部門 | ソン・イェジン     | ノミネート |        |
| 2021 | 第7回APANスターアワード        | 男性演技賞                       | キム・ジョンヒョン | ノミネート |        |
| 2021 | 第7回APANスターアワード        | 男性演技賞                       | ヤン・ギャンウォン | ノミネート |        |
| 2021 | 第7回APANスターアワード        | 男性演技賞                       | キム・ヨンミン     | 受賞       |        |
| 2021 | 第7回APANスターアワード        | 女性演技賞                       | キム・ソニョン     | 受賞       |        |
| 2021 | 第7回APANスターアワード        | KT Seeznスター賞                 | ソン・イェジン     | 受賞       |        |
| 2021 | 2021放送通信委員会放送大賞     | 大賞                             | 愛の不時着         | 受賞       | [ 64 ] |

## ミュージカル

### 韓国
2022年9月～11月、ミュージカル化され韓国ソウルCOEXアーティウムにて上演された。また日本でも、2024年2月には有楽町よみうりホールで
、7月には新国立劇場中劇場で上演された。

#### キャスト（2022年）
リ・ジョンヒョク：ミン・ウヒョク、イ・キュヒョン、イ・ジャンウ
ユン・セリ：イム・ヘヨン、キム・リョウォン、ナ・ハナ
ク・スンジュン：テイ、イ・イギョン、ハン・スンユン、ユン・ウノ
ソ・ダン：ソン・ジュヒ、キム・イフ、ヨンジョン（宇宙少女）
ピョ・チス：チェ・ホジュン
パク・グァンボム：キム・ウォンビン、ユン・ウノ
キム・ジュモク：ソン・グァンイル
クム・ウンドン：チョ・ヒョヌ
ナ・ウォルスク：キム・アヨン
マ・ヨンエ：ユン・サボン、イム・ガンヒ
ヒョン・ミョンスン：パク・ジウン
ヤン・オックム：クォン・ボミ
チョ・チョルガン：ホ・ギュ、アン・セハ

#### スタッフ
演出：パク・ジヘ
作曲・音楽監督 ：イ・サンフン
脚本：パク・ヘリム
振付：イ・ヒョンジョン

### 日本
2024年11月～12月、宝塚歌劇団雪組により、東京建物 Brillia HALL、梅田芸術劇場において上演された。潤色・演出は中村一徳。

#### 主要キャスト
リ・ジョンヒョク：朝美絢
ユン・セリ：夢白あや
ク・スンジュン：瀬央ゆりあ
ソ・ダン：華純沙那